# Nandraž
Nandraž és un poble i municipi d'Eslovàquia que es troba a la regió de Banská Bystrica.

## Història
La primera menció escrita de la vila es remunta al 1318.

## Demografia
| Godina             | 1994 | 2004    | 2014   | 2024    |
| ------------------ | ---- | ------- | ------ | ------- |
| Nombre de persones | 214  | 268     | 294    | 249     |
| Diferència         |      | +25,23% | +9,70% | −15,30% |

| Godina             | 2023 | 2024   |
| ------------------ | ---- | ------ |
| Nombre de persones | 253  | 249    |
| Diferència         |      | −1,58% |